# Paul Smoker
Paul Alva Smoker (Muncie (Indiana), 8 mei 1941 – Rochester (New York), 14 mei 2016) was een Amerikaanse jazzmuzikant (trompet, bugel), -componist en orkestleider.

## Biografie
Paul Smoker werd geboren in het Amerikaanse middenwesten en groeide op in Davenport (Iowa). Hij kreeg aanvankelijk pianolessen en wendde zich op 10-jarige leeftijd tot de trompet - onder invloed van het spel van Harry James. Na zijn studie trompet aan de Universiteit van Iowa, wat leidde tot zijn doctoraat, doceerde hij jazz aan de universiteiten van Iowa en Wisconsin en speelde hij in het Iowa Brass Quintet. In de jaren 1980 nam hij drie albums op met de bassist Ron Rohovit en de drummer Phil Haynes voor het toenmalige sound aspects-label. Richard Cook en Brian Morton beschreven in de tweede editie van de Penguin Guide to Jazz Smokers eerste album Alone (1986) als een van de meest interessante albums van de jaren 1980 en een les in groepsimprovisatie. In 1990 verhuisde hij naar New York om zich volledig aan muziek te wijden en accepteerde hij slechts enkele studenten. Begin jaren 1990 richtte hij met saxofonist Ellery Eskelin de formatie Joint Venture op, die twee albums opnam voor het label Enja Records in München. In 1996/1997 was er een samenwerking met de multi-instrumentalist Vinny Golia (Halloween '96). In het album Standard Deviation, opgenomen in 1998 met gitarist Steve Salerno, cellist Thomas Ulrich en drummer Jay Rosen, verwerkte Smoker jazzstandards, zoals Stormy Weather, Beyond the Blue Horizon en Speak Low.
Gedurende deze tijd nam Smoker ook deel aan verschillende opnamesessies voor het CIMP-label, zoals het Andrew Hill-project van Anthony Braxton (Nine Compositions (Hill) 2000), evenals albums van Fred Hess (Exposed, 2001) en de drummer Lou Grassi (PoZest, 1999). Met Grassi, bassist Ken Filiano en saxofonist Bob Magnusson nam hij in 2000 de albums Large Music 1 & 2 op. Smoker doceerde jazzopleiding aan het Nazareth College.

## Overlijden
Paul Smoker overleed in mei 2016 op 75-jarige leeftijd.

## Discografie
- 1984:  Paul Smoker Trio With Anthony Braxton: QB (Alvas Records, 1984), met Phil Haynes, Ron Rohovit
- 1985: Mississippi River Rat (sound aspects, 1985),  met Rohovit, Haynes
- 1986: Alone (sound aspects), met Rohovit, Haynes
- 1987: Come Rain or Come Shine (sound aspects)
- 1987: Joint Venture (Enja) met E. Eskelin
- 1988: Gemine Fables (sound aspects) met Rohovit, Haynes
- 1996: Halloween ’96 (CIMP) met Vinny Golia, Filiano, Haynes
- 1997: Halloween – The Sequel (Nine Winds) dto.
- 1998: Standard Deviations (CIMP)  met Steve Salerno, Thomas Ulrich, Jay Rosen
- 2000: Large Music 1 (CIMP) met Bob Magnusson, Ken Filiano, Lou Grassi
- 2000: Large Music 2 (CIMP) dto.
- 2000: Mirabili Dictu (CIMP) met St. Salerno, K. Filiano
- 2001: Duocity in Brass & Wood (Cadence Jazz Records) met Dominic Duval, Ed Schuller
- 2002:  Brass Reality (Nine Winds Records, 1997, ed. 2002), met  Phil Haynes, Herb Robertson, David Taylor
- 2005: Notet Live at The Bop Shop, met Ed Schuller, Phil Haynes, Steve Salerno
- 2013: Phil Haynes & Paul Smoker: It Might Be Spring (Alvas Records)